# Grand Prix de Denain 2014
Il Grand Prix de Denain 2014, cinquantaseiesima edizione della corsa e valida come evento dell'UCI Europe Tour 2014 categoria 1.1, si svolse il 17 aprile 2014 su un percorso totale di circa 197,3 km. Fu vinto dal francese Nacer Bouhanni che terminò la gara in 4h36'38", alla media di 42,79 km/h.
Al traguardo 139 ciclisti portarono a termine la gara.

## Squadre e corridori partecipanti
| N.    | Cod. | Squadra                      |
| ----- | ---- | ---------------------------- |
| 1-8   | FDJ  | FDJ.fr                       |
| 11-18 | EUC  | Team Europcar                |
| 21-28 | ALM  | AG2R La Mondiale             |
| 31-38 | KAT  | Katusha Team                 |
| 41-48 | LTB  | Lotto-Belisol                |
| 51-58 | AND  | Androni Giocattoli-Venezuela |
| 61-68 | BAR  | Bardiani-CSF                 |
| 71-78 | BSE  | Bretagne-Séché Environnement |
| 81-88 | COF  | Cofidis, Solutions Credits   |
| 91-98 | COL  | Colombia                     |

| N.      | Cod. | Squadra                     |
| ------- | ---- | --------------------------- |
| 101-108 | IAM  | IAM Cycling                 |
| 111-118 | MTN  | MTN-Qhubeka                 |
| 121-128 | NRI  | Neri Sottoli                |
| 131-138 | TSV  | Topsport Vlaanderen-Baloise |
| 141-148 | WGG  | Wanty-Groupe Gobert         |
| 151-158 | BIG  | BigMat-Auber 93             |
| 161-168 | LPM  | La Pomme Marseille 13       |
| 171-178 | RLM  | Roubaix-Lille Metropole     |
| 181-188 | VER  | Veranclassic-Doltcini       |
| 191-198 | WBC  | Wallonie-Bruxelles          |

## Ordine d'arrivo (Top 10)

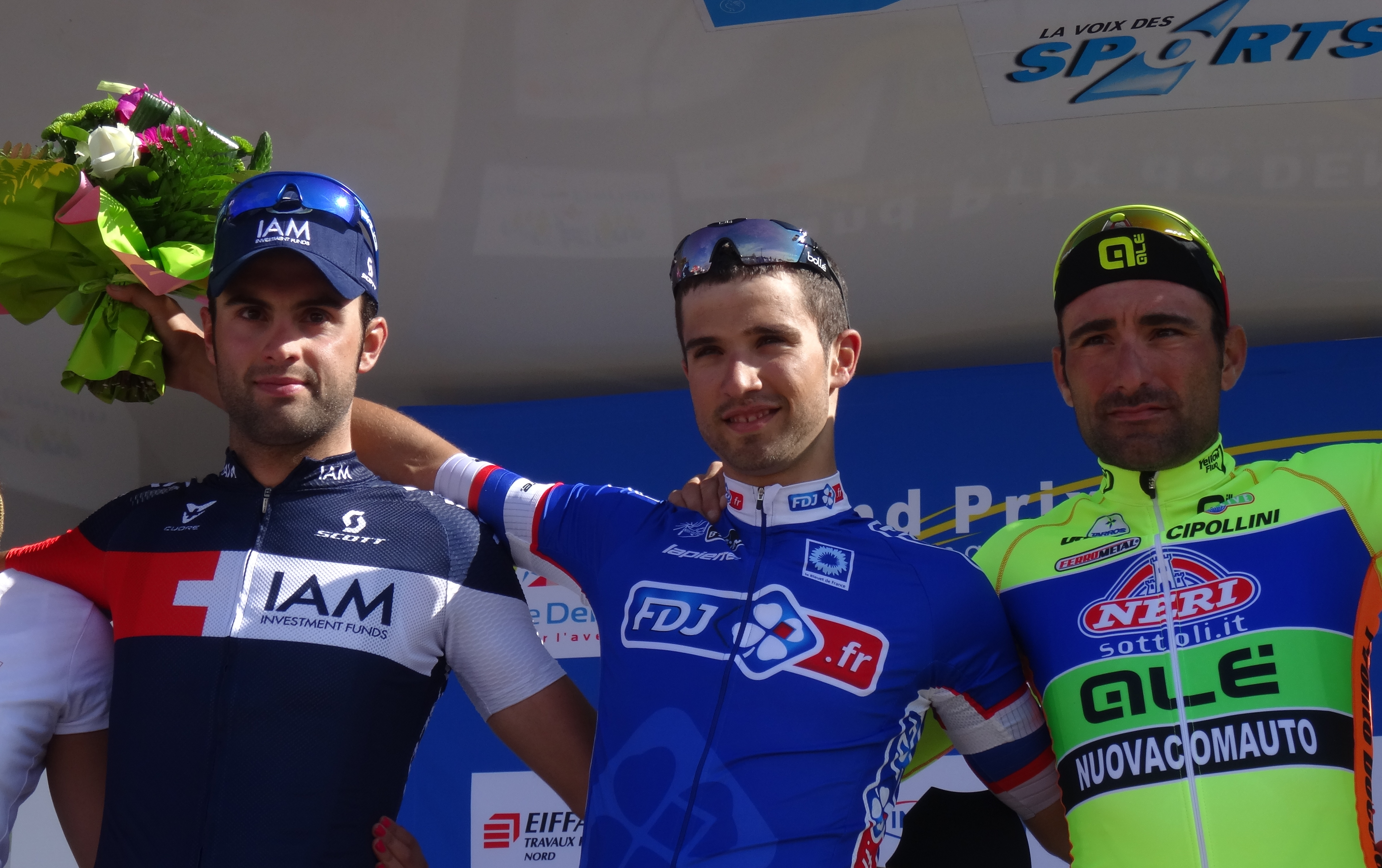
2014 : Matteo Pelucchi (2), Nacer Bouhanni (1), Francesco Chicchi (3).

| Pos. | Corridore         | Squadra      | Tempo    |
| ---- | ----------------- | ------------ | -------- |
| 1    | Nacer Bouhanni    | FDJ.fr       | 4h36'38" |
| 2    | Matteo Pelucchi   | IAM Cycling  | s.t.     |
| 3    | Francesco Chicchi | Neri Sottoli | s.t.     |
| 4    | Kenny van Hummel  | Androni      | s.t.     |
| 5    | Jaŭhen Hutarovič  | AG2R La Mon. | s.t.     |
| 6    | Yannis Yssaad     | BigMat-Auber | s.t.     |
| 7    | Edwin Ávila       | Colombia     | s.t.     |
| 8    | Benjamin Giraud   | La Pomme M.  | s.t.     |
| 9    | Tom Van Asbroeck  | Topsport     | s.t.     |
| 10   | Kristian Sbaragli | MTN-Qhubeka  | s.t.     |